# Urbanistica a Roma prima del 1870
L'urbanistica a Roma prima del 1870 portò la città, da raggruppamento di fortificazioni su alture del IV secolo a.C., a diventare la organizzata e popolosa capitale dell'Impero romano, urbe per eccellenza. Durante l'età imperiale la popolazione superò, infatti, il milione di abitanti. Nel III secolo, l'imperatore Aureliano costruì le mura che delimiteranno la città fino alla fine del XIX secolo. Dopo la caduta dell'Impero, la popolazione diminuì fino a circa 20.000 abitanti, numero che salirà progressivamente fino ad arrivare a 200.000 all'Unità d'Italia.
Dalla tarda antichità cominciò il flusso di pellegrini diretti alla tomba di Pietro: nei suoi pressi sorsero i primi hospitali in Europa, che diedero l'impulso alla nascita degli ospedali e dell'assistenza ai bisognosi. Nel Rinascimento riprese l'attività urbanistica, che culminò nel Cinquecento con grandiosi progetti come il Tridente e la fabbrica di San Pietro; questo periodo vide l'insediamento di una comunità di artisti presso la corte papale, come Raffaello e Michelangelo, impegnati tanto alla riscoperta dell'arte dell'antichità quanto a nuove creazioni artistiche e urbanistiche. L'avvento del movimento Barocco vede il succedersi di una nuova generazione di artisti e urbanisti, come Bernini e Borromini.
L'aspetto urbano della capitale del papato accostava i ruderi monumentali antichi e nuovi edifici ad orti e pascoli. Il carattere pittoresco di piccola città rurale costellata di memorie dell'antichità affascinerà i viaggiatori europei, in particolare nel secolo XVIII come Goethe, e si manterrà fino alle radicali trasformazioni dopo l'Unità d'Italia.

## Origini
I primi abitati, anche fortificati, si addensavano sui colli che dominavano il fiume Tevere.
Il primo grande sacco di Roma, del 390 a.C., ad opera dei Galli guidati da Brenno, devastò le costruzioni dell'epoca.

### I ponti
A quest'epoca risalgono i primi ponti, oggi scomparsi, di collegamento tra i due versanti: il più antico ponte di cui si ha notizia è il Pons Sublicius oggi scomparso, mentre il più antico ponte ancora esistente, il Ponte Emilio, più volte ricostruito, nacque in Età romana, infine il ponte più antico che conserva ancora oggi la sua composizione originaria è il Ponte Fabricio.

## Età antica

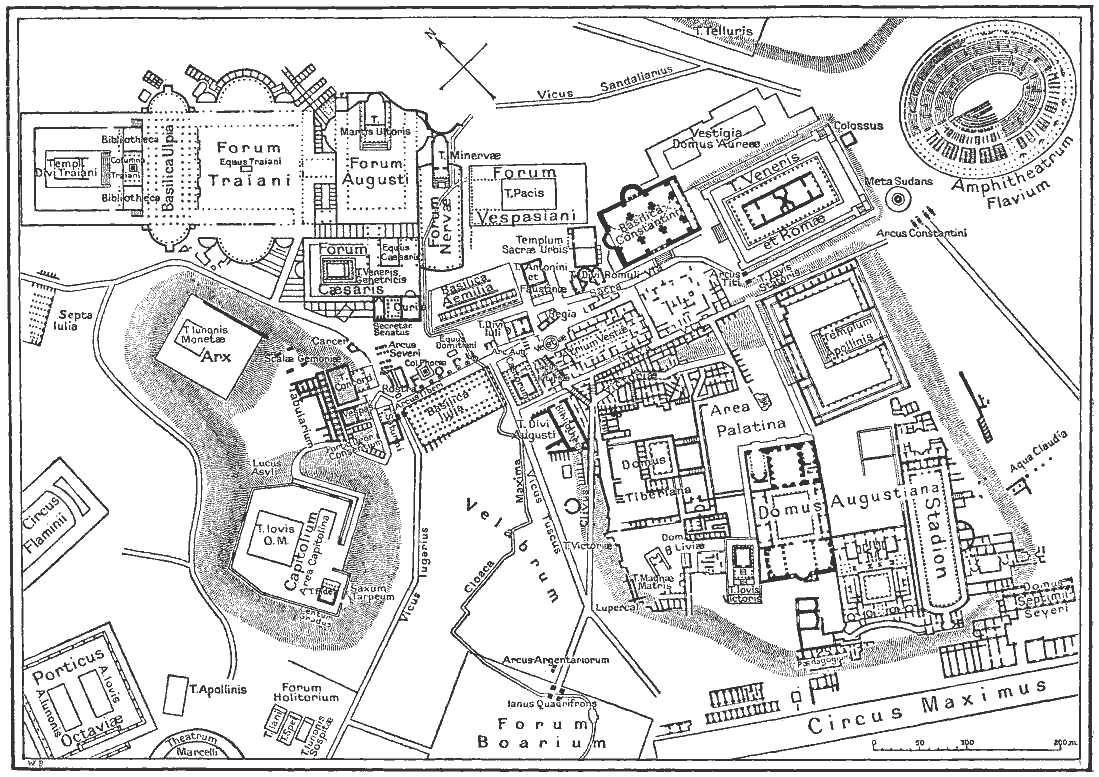
Mappa di Roma durante l'Impero romano

Il maggiore sviluppo urbanistico e monumentale si ebbe all'inizio dell'età imperiale. Durante il regno di Augusto la città subì una radicale trasformazione urbanistica: l'imperatore vantava infatti di aver trovato una Roma "di terracotta" e di averla lasciata "di marmo", perché in quest'epoca Roma assunse l'aspetto di una città ellenistica, decorata con statue greche e templi. Roma aveva ormai una popolazione di circa un milione di abitanti; venne pertanto divisa in 14 regioni (a loro volta suddivise in vici, ovvero quartieri), i nomi delle quali si perpetuano tuttora in quelle degli attuali "rioni".
Informazioni frammentarie ci pervengono dalla Forma Urbis Severiana, del III secolo, da cui emerge la complessità e ricchezza del tessuto urbano.

### Mura

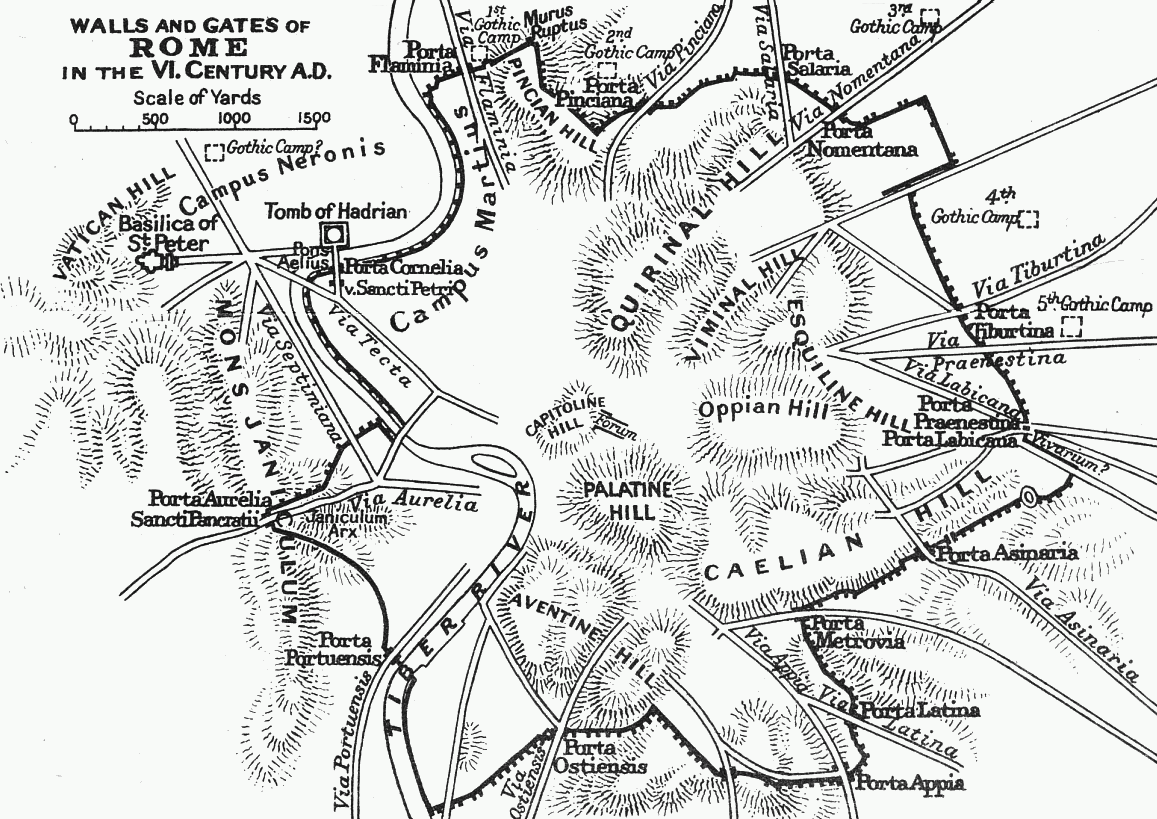
Mura di Roma nel VI secolo

La struttura iniziale della città era decentrata, ovvero dislocata su più fortificazioni (struttura chiamata Roma quadrata dagli autori classici), fino al sacco di Roma da parte dei Galli nel 390 a.C. che mette in crisi questa organizzazione. Come conseguenza alla sconfitta, nel 378. a.C. si costruirono le prime mura, le Mura serviane, sotto Tarquinio Prisco.
Tra il 270 e il 275 d.C. l'imperatore Aureliano, spronato dal pericolo di attacchi esterni, realizzò una seconda cerchia di mura difensive esterna alle vecchie mura serviane: le Mura aureliane. Le mura aureliane furono rinforzate negli anni 401 - 402 dagli imperatori Onorio e Arcadio, che ne aumentarono l'altezza e le strutture di sostegno.

### La rete viaria
Nell'Impero romano le strade erano costruite con tecniche e caratteristiche originali.
L'accesso a Roma dalle province era garantito da una rete composta da diverse strade consolari (Via Flaminia, Via Salaria, ecc.), mentre alcune vie percorrevano l'interno dell'area urbana: la più importante di queste era la Via Sacra. La Via Appia, risalente al IV-III secolo a.C. è una delle più antiche ed estese, per questo era soprannominata la regina viarum.

### I Fori

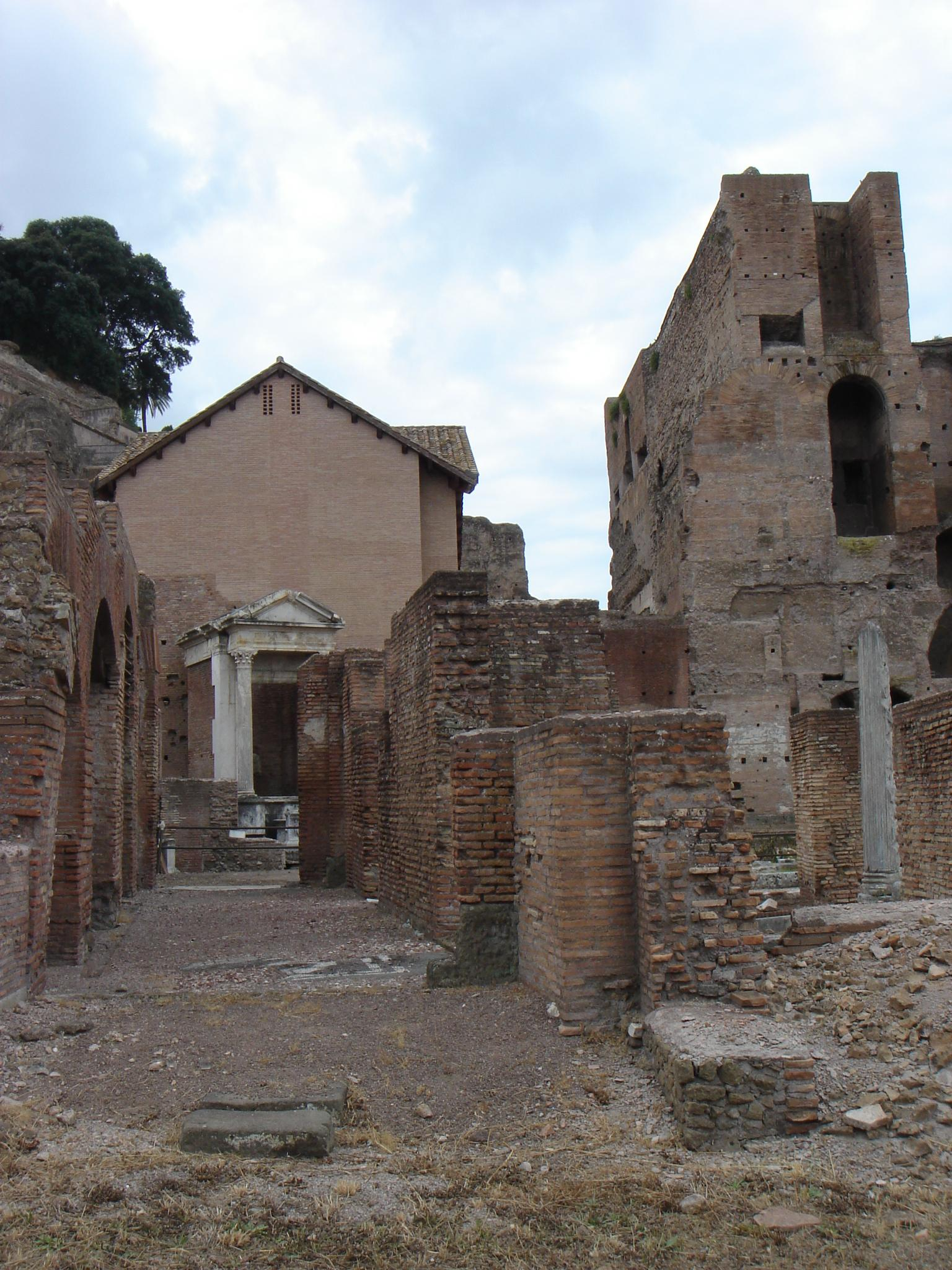
Gruppo di edifici di età domizianea nel Foro Romano

Dal I secolo a.C. la vita pubblica si svolgeva negli spazi dei Fori e delle aree limitrofe, ad esempio quella del Campidoglio.
- Foro di Cesare, inaugurato nel 46 a.C. sotto la pendice orientale del Campidoglio;
- Foro di Augusto, inaugurato nel 2 a.C.
- Tempio della Pace inaugurato nel 75 d.C.
- Foro di Nerva inaugurato nel 97 d.C.
- Foro di Traiano, inaugurato nel 112 d.C..

Oltre alle zone mercatali e amministrative (il complesso dei cosiddetti Mercati di Traiano, sorto contestualmente al foro di Traiano), qui erano presenti diverse aree pubbliche, come le basiliche e le terme.
L'unica Basilica dell'età repubblicana pervenutaci è la Basilica Emilia (anche se rimaneggiata in epoca imperiale) sita all'interno del Foro, mentre sono completamente scomparse la basilica Porcia (la più antica), la basilica Sempronia (al suo posto sorge la Basilica Giulia) e la basilica Opimia. La più grande, nonché più recente, è la cosiddetta Basilica di Massenzio, in realtà di Costantino, posta fuori dall'area dei Fori.
Separata da un alto muro dai fori per limitare il propagarsi dei frequenti incendi, vi era la zona della Suburra, abitata dal proletariato urbano.

### Acquedotti
Nell'età antica in tutti i domini romani grande importanza era data agli acquedotti, che venivano progettati con grande scrupolo. A Roma ne furono realizzati undici dal 312 a.C. al 216 d.C.
Nel 538, durante la Guerra Gotica, furono però gravemente danneggiati quasi tutti gli acquedotti dagli invasori, tranne l'Acqua Virgo.

### Porti
La prima area portuale urbana era sita presso il Foro Boario. In seguito, dal II secolo a.C., si utilizzò la vicina area dell'Emporium.

### Anfiteatri
Tra il 70 e l'80 d.C. venne costruito al limite del Foro l'Anfiteatro Flavio, il maggiore anfiteatro del mondo romano.
Il secondo anfiteatro per dimensione in Roma, l'Anfiteatro castrense, fu costruito nel III secolo e in seguito integrato nelle Mura aureliane.

### Templi
A Roma sorsero templi dedicati a divinità di vari culti, sia delle religione romana tradizionale (templi di Giove, Apollo, Minerva, eccetera) che di culti di popolazioni via via assimilate nell'Impero. A volte templi erano dedicati a uomini e donne di potere divinizzati (ad esempio, il Tempio di Matidia). I templi erano meta di pellegrinaggi da parte dei fedeli dei vari culti. I templi di Esculapio erano sede di trattamenti curativi associati al culto.

### Archi di trionfo
Un elemento caratteristico dell'Impero romano è l'arco di trionfo, a memoria delle vittorie militari: i maggiori sono l'arco di Costantino, arco di Tito (81–90 circa) e l'arco di Settimio Severo (202–203). Questo elemento si differenzia inoltre da tutti gli altri dello stato romano in quanto di uso esclusivamente celebrativo. Nel periodo precedente a quello imperiale, gli archi di trionfo venivano edificati in materiali deperibili e venivano dedicati di volta in volta alle autorità militari vincitrici; mentre con l'avvento dell'impero si cominciò ad utilizzare il marmo e la dedica esclusivamente ai massimi rappresentanti dello stato, ovvero agli imperatori.

### Colonne coclidi
La colonna coclide è un altro elemento inventato dai Romani in Età imperiale per celebrare le vittorie militari, spesso situate nei Fori o nelle loro vicinanze. Esempi notevoli ne sono la prima, ovvero Colonna Traiana e la Colonna Antonina. La colonna di Foca, nel Foro romano, fu il più tardo monumento celebrativo del Foro. Alcune erano esistenti in passato e oggi scomparsi, come quella Colonna di Antonino Pio (di cui è rimasto il basamento).

### Statuaria pubblica
Dopo il I secolo, Roma si arricchì anche di statue celebrative di autorità pubbliche, alcune delle quali di dimensioni colossali. Esempi notevoli ne sono il Colosso di Nerone e la Statua colossale di Costantino I. Erano inoltre diffuse statue equestri: della ventina esistenti anticamente è sopravvissuta la Statua equestre di Marco Aurelio in bronzo, anticamente creduta essere dedicata a Costantino.

### Domus
Dopo l'Età imperiale, si ebbe la costruzione di residenze private degli imperatori di grandi dimensioni, al punto da occupare aree ragguardevoli e comprendenti diversi edifici. Le maggiori sono la Domus Aurea, i Palazzi imperiali del Palatino e il Palazzo di Domiziano.

## Tarda antichità
Nella Tarda antichità, il consolidarsi della componente cristiana portò alla costruzione di chiese, monasteri e xenodochi sia con trasformazioni di edifici antichi, che con costruzioni ex-novo, anche in aree extra-urbane poste sulle antiche reti viarie.
Nel IV secolo il Papato trovò la sua sede nel Palazzo del Laterano, costruito sui resti del Patriarchio Costantiniano.
Nel V secolo la città subì gravi danni, inclusi i maggiori edifici di Roma come il Palazzo imperiale e il Tempio di Giove, a causa del Sacco del 455 dalle armate di Genserico e, pochi anni più tardi, del Sacco del 472 ad opera del generale Ricimero.

## L'Urbe nel Medioevo

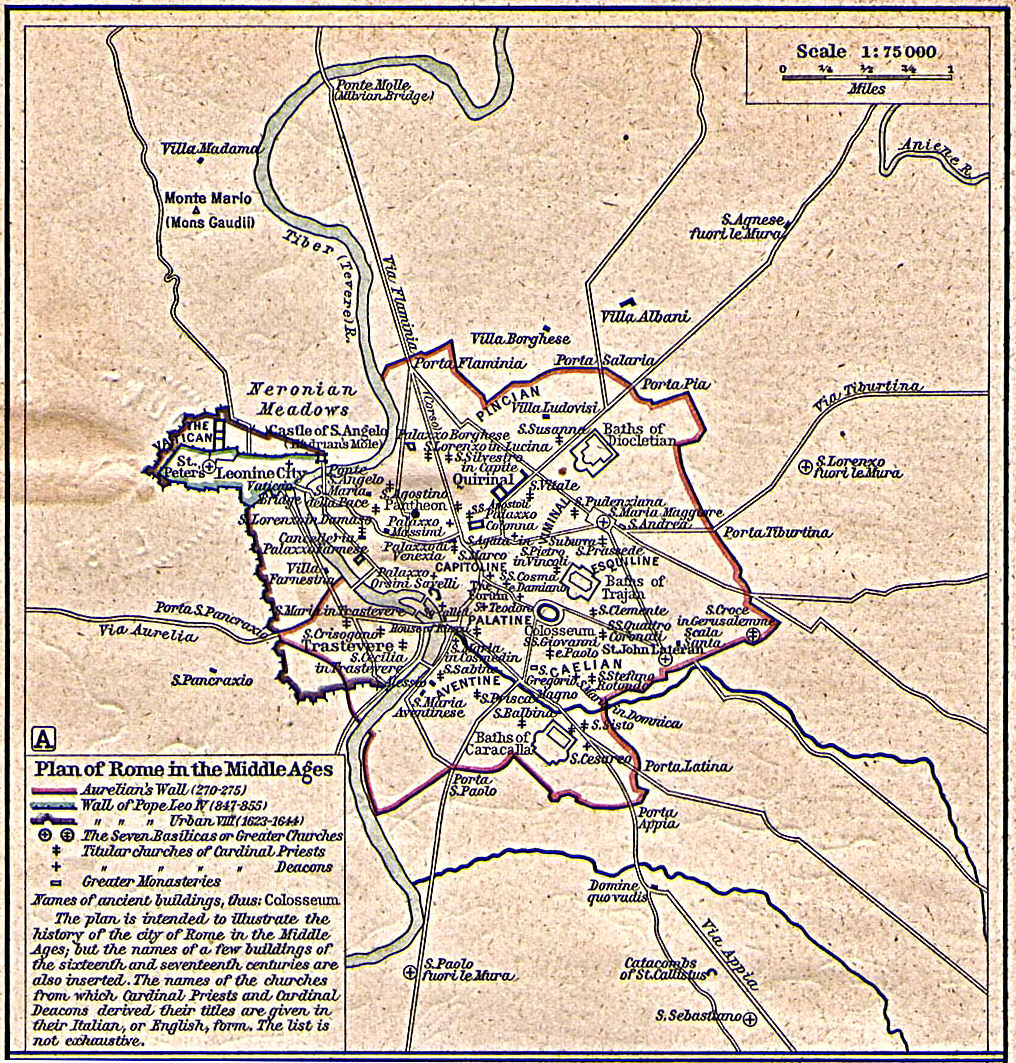
Roma nel Medioevo. In rosso le mura Aureliane, in verde la Città Leonina

Nel Medioevo si verificò un progressivo abbandono dei Fori. Inoltre, avvenne una graduale trasformazione del Campidoglio, alla cui sommità nel VI secolo sorse il Convento di Aracoeli al posto del tempio di Giove.

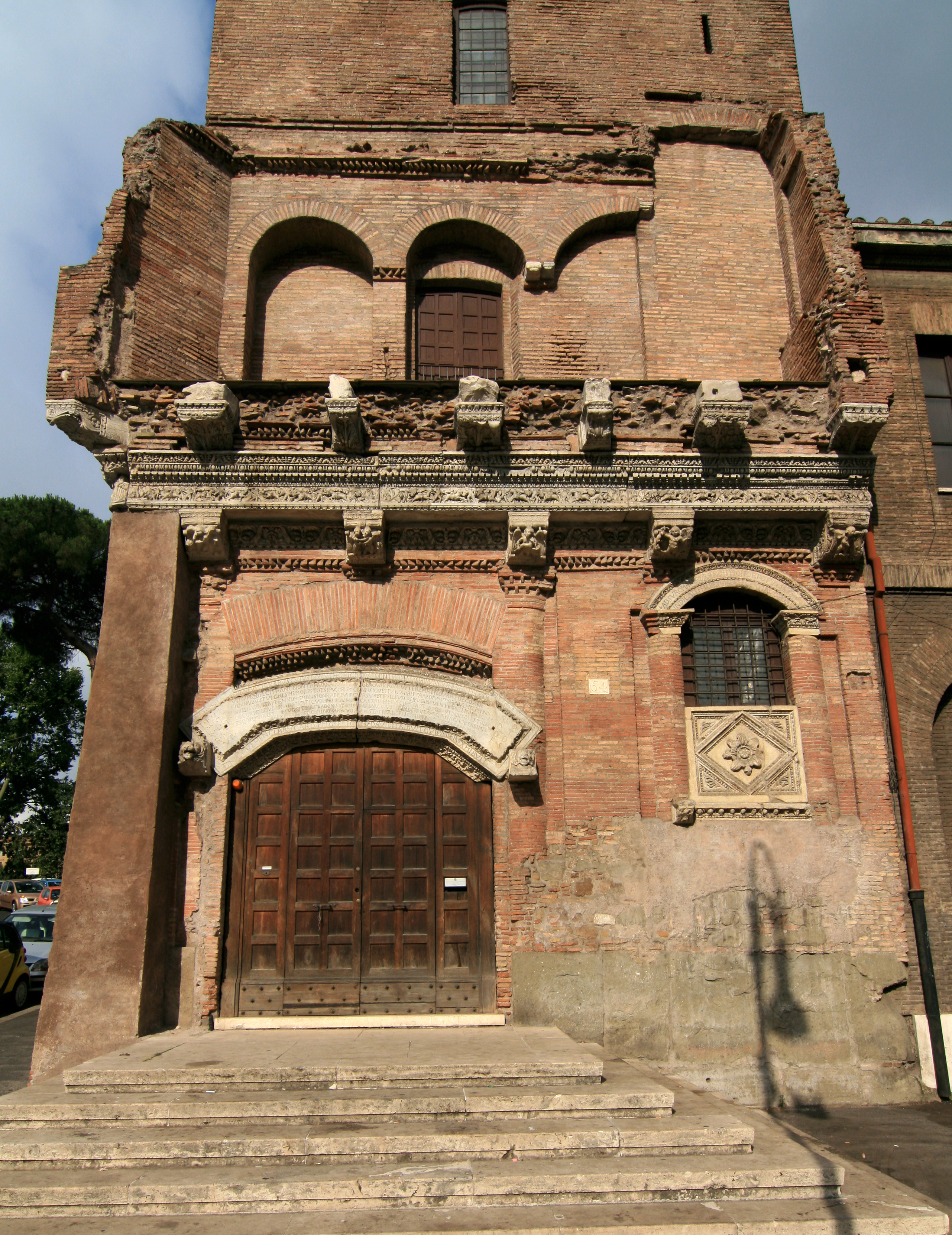
La "Casa dei Crescenzi", di origine medievale, presenta la sovrapposizione caotica di elementi e di stili

L'urbanistica cittadina del VIII secolo ci è nota dall'Itinerario di Einsiedeln. Il piano stradale dell'età tardoantica e altomedievale era curiosamente lo stesso, così come le nuove torri sorgevano sulle stesse reti viarie antiche: questa situazione mutò con papa Pasquale II all'inizio del XI secolo: nacquero infatti diverse torri e fortificazioni urbane delle diverse famiglie rivali.
Roma continuò ad essere meta di pellegrini cristiani diretti alla tomba di Pietro. Nel VII secolo, a Borgo, nell'area occupata da strutture di ospedalità per i pellegrini, venne fondato il primitivo Hospitale che diverrà il nucleo dell'Ospedale di Santo Spirito.

### Le mura leonine
Papa Leone IV ordinò la costruzione di mura di difesa intorno all'area vaticana tra l'848 e l'852, come risposta al saccheggio dell'846: l'area racchiusa dalle mura venne chiamata Città Leonina (Civitas Leonina).

### Le torri
Nel frattempo, continuò l'edificazione di torri e fortificazioni urbane delle diverse famiglie baronali, in perenne rivalità tra loro. Tuttavia, nel 1257 il Senatore di Roma, Brancaleone degli Andalò, decretò la demolizione di oltre un centinaio di torri baronali romane, modificando così l'aspetto della Roma medievale. Altri danni alle torri avvennero dopo il terremoto del 1349, in particolare alla più alta fino a quel momento, la Torre dei Conti.

### Il primo Giubileo
Nel 1300 Bonifacio VIII emana la bolla “Antiquorum habet fida relatio” istituendo il primo Anno Santo (Giubileo), concedendo l'indulgenza plenaria ai visitatori delle Basiliche di San Pietro e San Paolo fuori le Mura. Il successo di questo primo Giubileo influirà notevolmente sulle scelte urbanistiche nei secoli successivi.

### Le inondazioni
Il Tevere ha periodicamente causato disastrose inondazioni della città. Risale al 1180 la prima inondazione documentata e l'uso di apporre epigrafi commemorative di questi eventi, mentre risale al 1277 la più antica epigrafe ancora esistente.

## Urbanistica nel Rinascimento

### Urbanistica nel Quattrocento
L'urbanistica rinascimentale a Roma elaborò i suoi progetti a metà Quattrocento, ma ebbe la sua maggiore attività nel Cinquecento a partire dal progetto della via Alessandrina.

#### Pio II
La prima vera attività urbanistica si ebbe con Pio II nel XV secolo. Ancora prima di salire al soglio, costruì il rinascimentale Palazzo San Marco come proprio residenza: divenuto papa ne fece la sede stabile del papato.
Pio II disciplinò il commercio marittimo, riformando i porti di Ripetta e di Ripa Grande, di fonte all'Emporium ancora in uso nel Medioevo, che da comunale andarono sotto il potere papale.
Una testimonianza della volontà di rinascita edilizia di questo periodo è leggibile nell'epigrafe della casa del mercante Lorenzo Manilio edificata nel 1468.

#### Niccolò V
Con Niccolò V le trasformazioni sporadiche dei suoi predecessori assunsero una fisionomia organica, preparando il terreno agli ambiziosi sviluppi successivi. Il piano di riassetto della città verteva essenzialmente su cinque punti fondamentali:
- Ripristino delle mura
- Restauro o ricostruzione delle quaranta chiese presenti in città
- Risistemazione del Borgo
- Ampliamento di San Pietro
- Ristrutturazione del Palazzo Apostolico
- Costruzione del Palazzo dei Conservatori sul Campidoglio

L'intento era quello di ottenere una cittadella religiosa sul colle Vaticano, esterna alla città laica che aveva il suo fulcro attorno al Campidoglio. A questo progetto si legava indissolubilmente quello di esaltare la potenza della Chiesa, dimostrando inequivocabilmente la continuità tra Roma imperiale e Roma cristiana.
Per la brevità del pontificato di Niccolò l'ambizioso progetto non poté essere portato a termine, però fece convergere in città artisti di più scuole (soprattutto toscani e lombardi), che avevano in comune l'interesse per l'antichità e il fascino verso i resti classici: questa passione comune finì per determinare, in qualche modo, una certa omogeneità dei loro lavori.

#### Sisto IV
Sisto IV, eletto nel 1471, fu il continuatore ideale dei grandiosi progetti di Niccolò V.
Sisto IV ristabilì il ruolo del Tevere come via di comunicazione primaria alla città. Commissionò il ponte Sisto che fu inaugurato per il Giubileo del 1475: infatti, la sua funzione era facilitare l'accesso a San Pietro da parte dei pellegrini provenienti dalla riva sinistra del Tevere, sino a quel momento costretti al passaggio Ponte Sant'Angelo, unico ponte esistente oltre a quelli dell'Isola Tiberina. Oltre al Tevere, grande attenzione fu riservata all'area del Campo Marzio.
L'aspetto della città mutò profondamente attraverso la ricerca della monumentalità. Le strade furono allargate, gli spazi pubblici riqualificati (Campo de' Fiori, pavimentato per la prima volta da Calisto III pochi anni prima, divenne così una vivace piazza commerciale), così come gli edifici di culto (ad esempio fu ricostruita la Basilica di Santa Maria del Popolo); gli edifici privati furono riqualificati, sia quelli cardinalizi (che acquistarono un cisto rinascimentale, come ad esempio il palazzo Della Rovere, vedi Palazzo dei Penitenzieri), sia quelli dei commercianti, eliminando scale spioventi sulle strade, eccetera.

### Urbanistica nel Cinquecento
La creazione della via Alessandrina mise al centro dell'urbanistica cittadina San Pietro, che viene completamente riedificato. Per l'accesso alla città si creò il grandioso progetto urbanistico del Tridente ad opera di Antonio da Sangallo il Giovane e Raffaello. Altre attività furono condotte da diversi architetti quale Domenico Fontana (ad es. la costruzione del Palazzo della Cancelleria e la ricostruzione del Palazzo del Laterano), ma anche nelle architetture private (Villa Farnesina di Balassarre Peruzzi). L'accoglimento a Roma di Carlo V per visita a Paolo III nel 1536, in seguito alla devastante calata dei Lanzichenecchi, vide l'abbattimento di diverse strutture nei fori e il riutilizzo dei materiali per la costruzione di nuovi edifici. Ispiratore di quella stagione urbanistica fu l'umanista Latino Giovenale Manetti. Una grande impronta urbanistica fu data poi da Sisto V e dal suo "Piano Sistino", incentrato sulla Strada Felice. In questo periodo, fu prodotto il primo catasto di Roma sulla base di un piano moderno di rilievo ad opera di Leonardo Bufalini.

#### Via Alessandrina e San Pietro
In occasione del Giubileo del 1500, Papa Alessandro VI ordinò di aprire la prima nuova strada rettilinea di Roma, fra il ponte Sant'Angelo e il portone del Palazzo vaticano, forse regolarizzando la medievale via porticata, Portica Sancti Petri. Questo asse, chiamato via Alessandrina (o Via Recta), creava davanti al portale di ingresso dei palazzi vaticani una prospettiva di circa 800 metri che si proiettava verso la città: infatti, la cittadella pontificia di Alessandro VI assegnava un ruolo prioritario alla residenza del papa e della curia e non alla basilica di San Pietro. Nella realizzazione, venne demolita la Meta Romuli, sepoltura romana a forma di piramide a Borgo.

#### Via Giulia
Nel 1503 Giulio II nominò Bramante sovrintendente generale delle fabbriche papali, affidandogli innanzitutto il collegamento tra il palazzo Apostolico e la residenza estiva del Belvedere. Inoltre, sotto la sua supervisione, venne stabilito un nuovo assetto viario in città, aprendo la via Giulia e con la razionalizzazione della via della Lungara. Tra gli altri lavori urbanistici sotto il Bramante ci fu la rettificazione della via Magistralis.

#### San Pietro

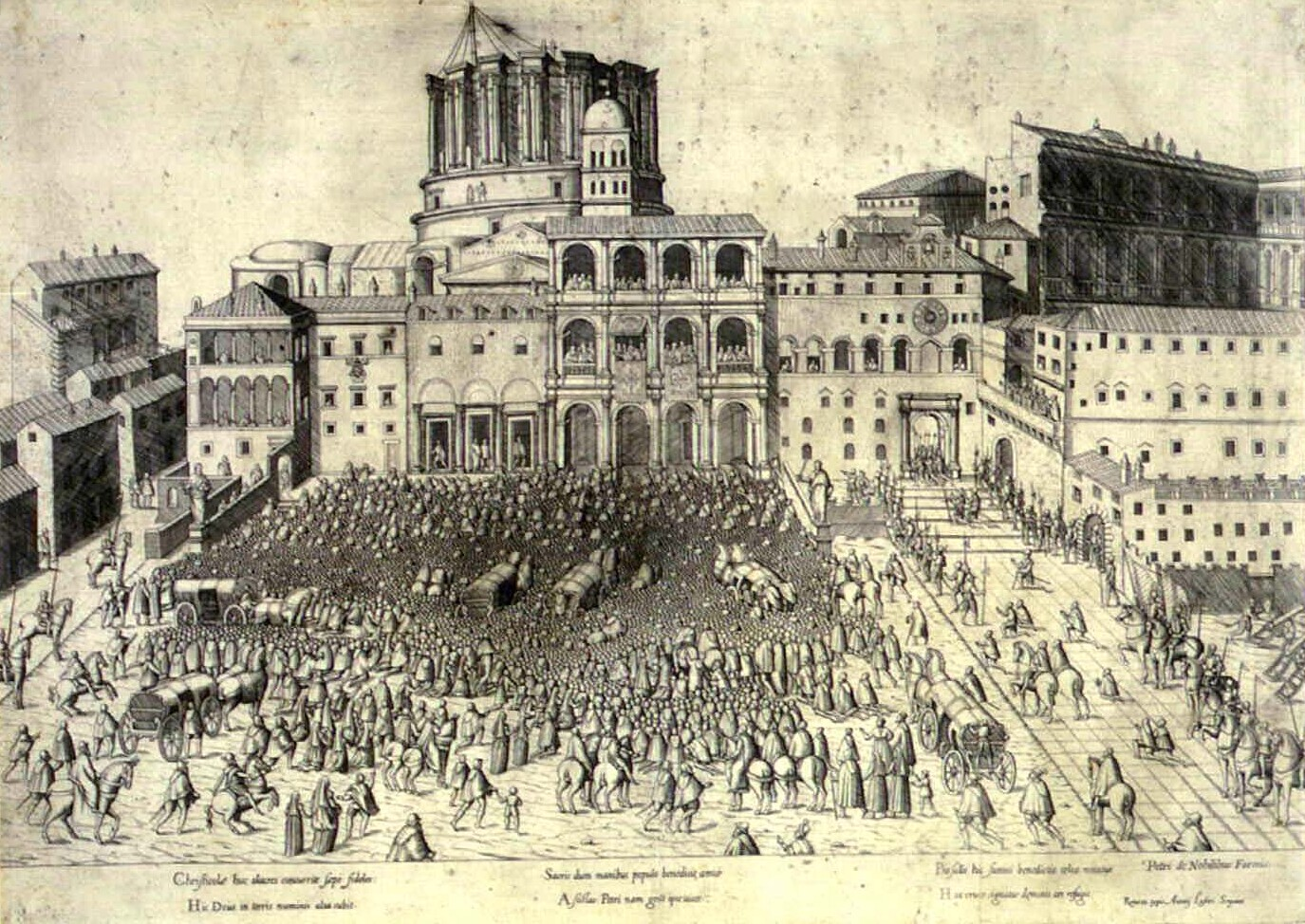
Basilica di San Pietro in costruzione

Nel 1506 Giulio II decise di abbattere e ricostruire interamente la basilica vaticana dell'epoca di Costantino. Dal 1506 al 1514 Bramante seguì i lavori alla basilica: il progetto originario è stato poi abbandonato, salvo nel diametro della cupola e nelle dimensioni della crociera.
La Cupola fu costruita sotto Sisto V molti anni più tardi, tra il 1587 e il 1590. Solo il secolo successivo il Bernini concepì il colonnato.
Dopo la fine del Sacco di Roma, a partire dal 1543 sotto Paolo III, l'area vaticana venne circondata da mura difensive, chiamate "mura vaticane", che andarono a saldarsi con le più antiche mura leonine.
Nel 1586 sotto Sisto V venne posizionato l'Obelisco Vaticano nella piazza, con la direzione di Domenico Fontana.

#### Tridente e Porta Flaminia

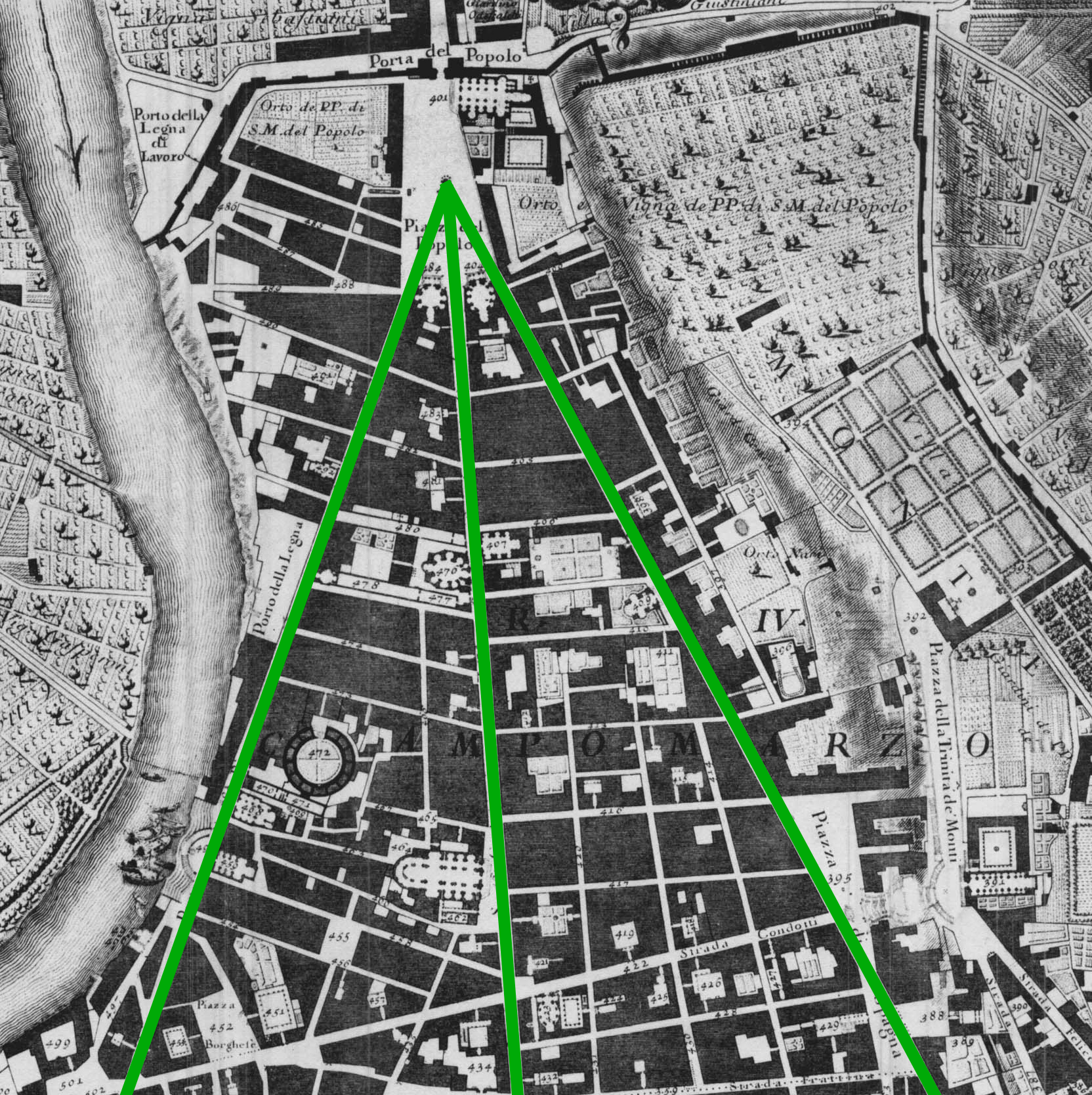
Il Tridente, nel Campo Marzio

Nel 1515, con la bolla Salvatoris Nostri di Leone X, nacque ufficialmente il Tridente, una delle massime realizzazioni urbanistiche del XVI secolo.  Il maggiore attore è l'Arcispedale San Giacomo, rifondato nel 1515 per contrastare l'ondata di malattie incurabili (sifilide), accogliendo esplicitamente anche gli strati più bassi della popolazione: l'ospedale si arricchì dei primi lasciti di immobili e terreni. Leone X tuttavia andò oltre il solo solo ampliamento di quella struttura: egli concepì infatti la rinascita dell’antico, piccolo, ospedale, all’epoca quasi isolato in area non urbanizzata, come il perno dello sviluppo urbanistico dell’area del Campo Marzio secondo un archetipo di città ideale rinascimentale dalle forme regolari e armoniose. Il risultato della politica urbanistica intorno al San Giacomo sarà il futuro Tridente.
Già nel 1511 iniziò la lottizzazione dei terreni tramite enfiteusi con vincolo "ad edificandum", ovvero imponendo agli affittuari la costruzione di edifici. L'area comprendeva, oltre all'area portuale di Ripetta, orti urbani e vigne in gran parte proprietà di enti ecclesiastici, in particolare della Compagnia di Santa Maria del Popolo e della Compagnia della Santissima Annunziata. L'attività di urbanizzazione è elevata negli anni venti: gli immobili sono occupati da ceti umili, ma anche dalle maestranze edili toscane e lombarde.

#### Ospedali e opere pie

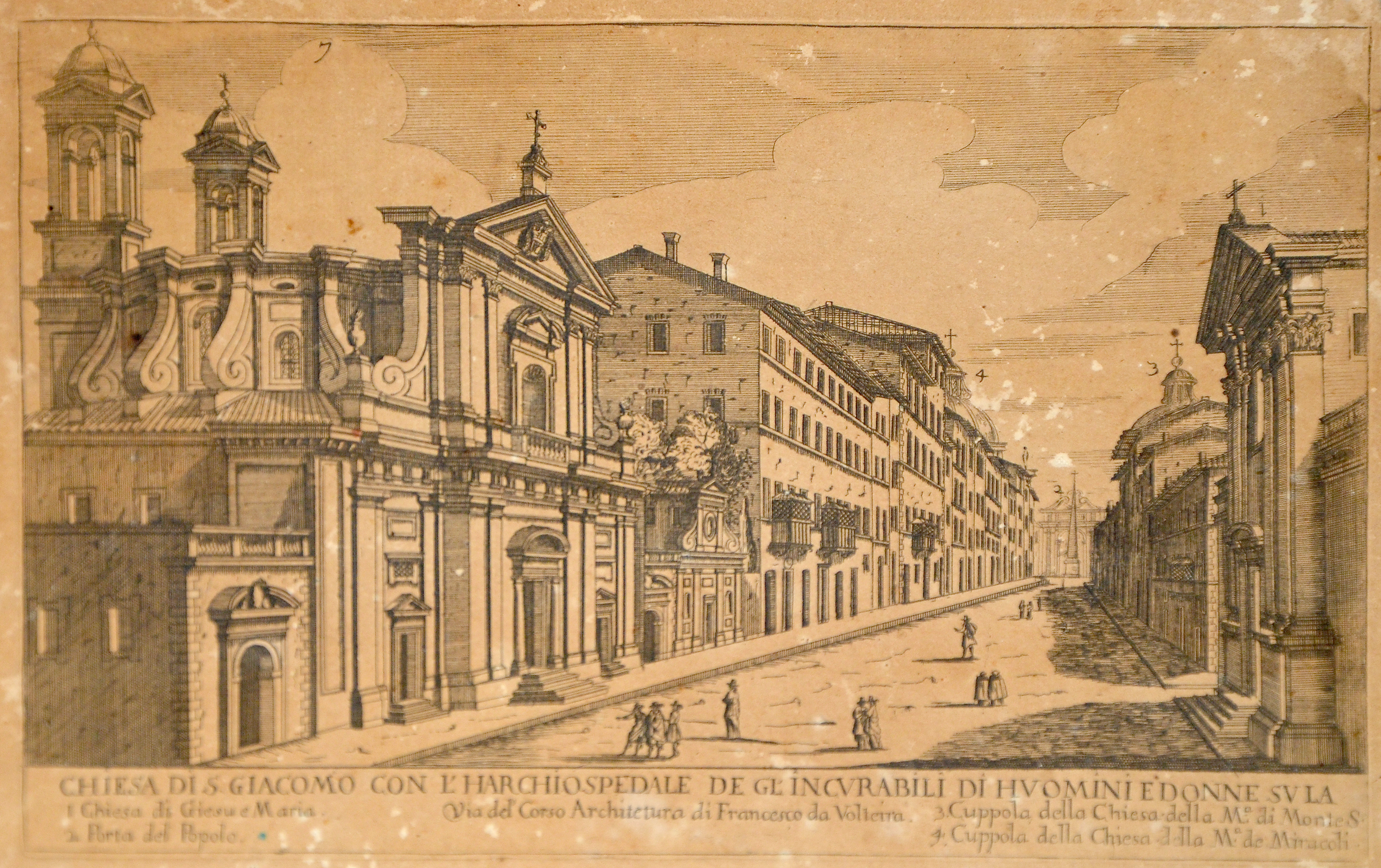
L'ospedale di San Giacomo su via del Corso nel XVI secolo

Dopo il Sacco di Roma del 1527 e con il Concilio di Trento nacquero, o vennero rifondati, ospedali, ospizi e opere pie in risposta al dilagare della povertà a causa delle guerre e delle epidemie, in particolare la sifilide.
- Nacque l'Ospedale della Consolazione dall'unione di tre istituti;
- San Giacomo in Augusta venne rifondato e promosso ad Arcispedale degli Incurabili.

#### Campidoglio

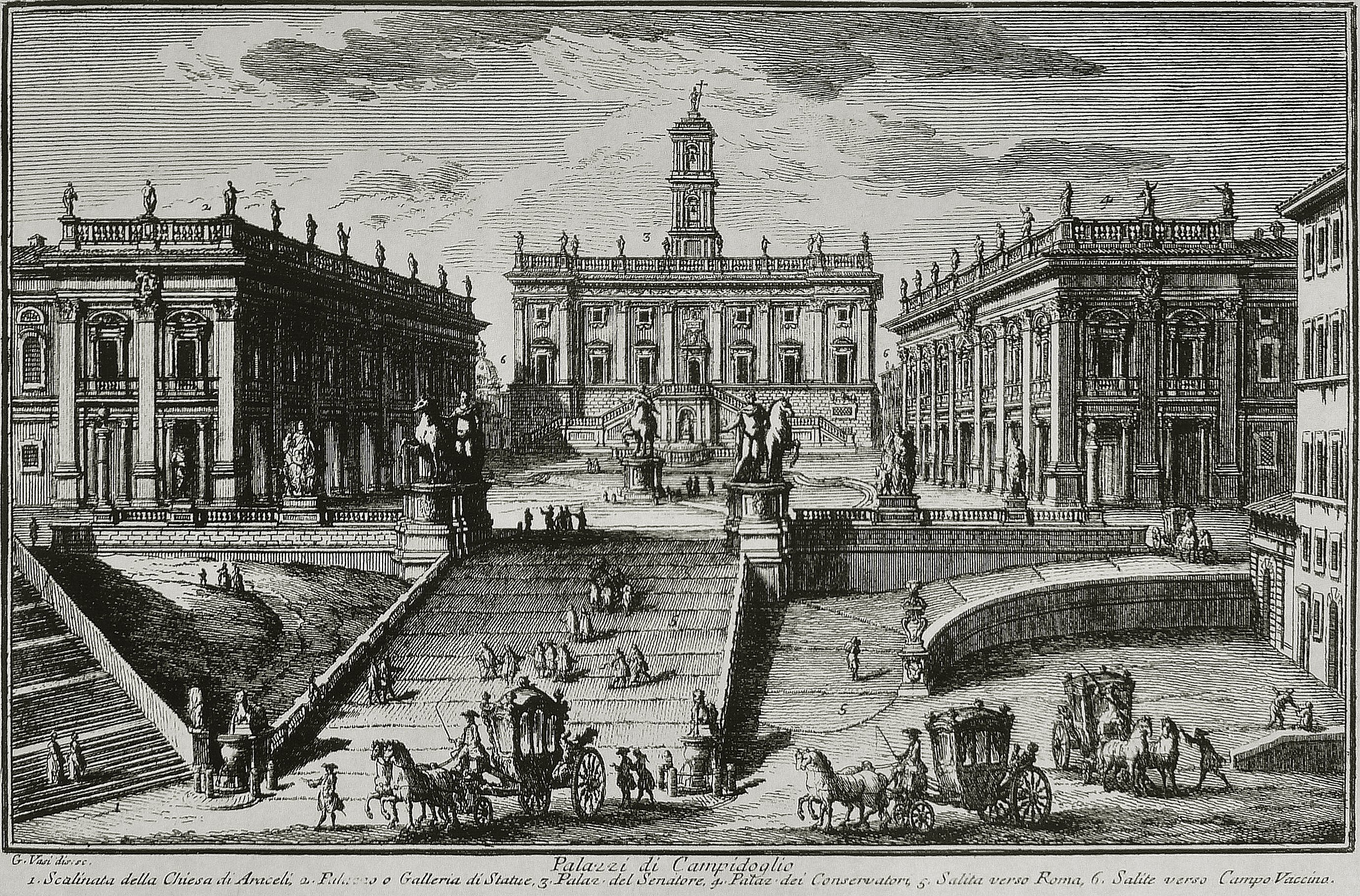
Piazza del Campidoglio (Giuseppe Vasi)

Nel 1535 Paolo III eresse la caratteristica Torre di Paolo III, per rimarcare il potere papale sul comune di Roma.
Nel 1534-38 Michelangelo riprogettò la piazza del Campidoglio. L'orientamento della piazza venne rivolto verso San Pietro, e non più verso i fori. Nella piazza venne costruito il Palazzo Nuovo, che formò così un trapezio in simmetria con il Palazzo dei Conservatori, al quale venne rinnovata la facciata. Venne ricreata anche la facciata del Palazzo Senatorio, dotata di una doppia scalinata intorno all'ingresso. L'accesso alla piazza fu permesso dalla Cordonata.
Negli immediati dintorni permanevano orti urbani e zone suburbane adibite a pascolo, come gli stessi fori (Campo Vaccino).

#### Ghetto
Il 12 luglio del 1555 Paolo IV istituì il Ghetto (o claustro) con bolla Cum nimis absurdum.

#### Fori
Giulio II inaugurò il processo di smantellamento dei Fori, che porterà costruzione di diversi palazzi rinascimentali coi materiali di recupero (ad es. Palazzo Farnese, ecc.), oltre alla fabbrica della basilica di San Pietro.
- 1539-1549: campagna di scavi al foro romano per la costruzione della Basilica di San Pietro[26].
- 1547-1565: scavi farnesiani[26].

#### Acquedotti e fontane

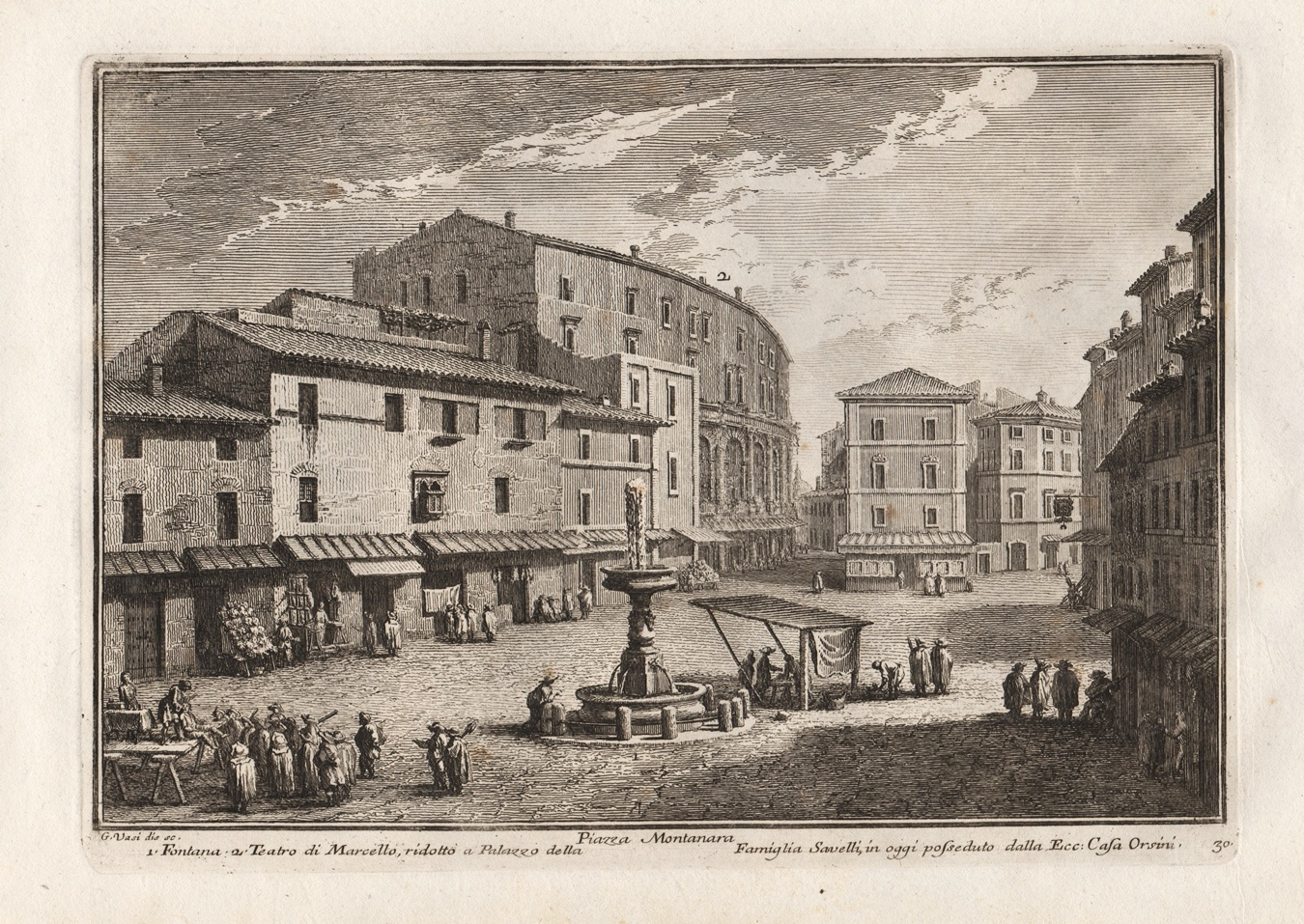
Fontana a uso popolare di Giacomo della Porta a Piazza Montanara

L'area urbana vide il ripristino della rete degli antichi acquedotti romani, che vennero pertanto dotati di nuove fontane.
In particolare, vi fu il ripristino dell'Acqua Virgo nell'area del Tridente, fino a via dei Condotti, che prende nome proprio da questo acquedotto.
Nel 1587, terminarono i lavori per la realizzazione dell'Acquedotto Felice (Aqua Felix) commissionato da Papa Sisto V. Prese l'avvio la costruzione di numerose fontane da parte di Giacomo della Porta e altri fontanieri.

#### Obelischi
Sisto V iniziò per primo il ripristino di antichi obelischi, che erano in rovina sin dalla caduta dell'Impero. Tra il 1586 e il 1588 ne eresse quattro: l'obelisco Vaticano, il Flaminio, il Lateranense e l'Esquilino (unico dei quattro costruito dai Romani anziché dagli Egizi).

#### Strade
Nel 1565 fu risistemata la Strada Pia, così chiamata in onore di Pio IV: dopo il 1870 fu chiamata via XX settembre. Nel punto terminale si aprì Porta Pia, progettata tra il 1561 e il 1565 da Michelangelo, ormai anziano, e contestualmente venne chiusa la vicina Porta Nomentana. Su Strada Pia si trovava il palazzo dell'Annona risalente al 1640, demolito dopo il 1870.

## Urbanistica nell'età del Barocco

### Urbanistica nel Seicento

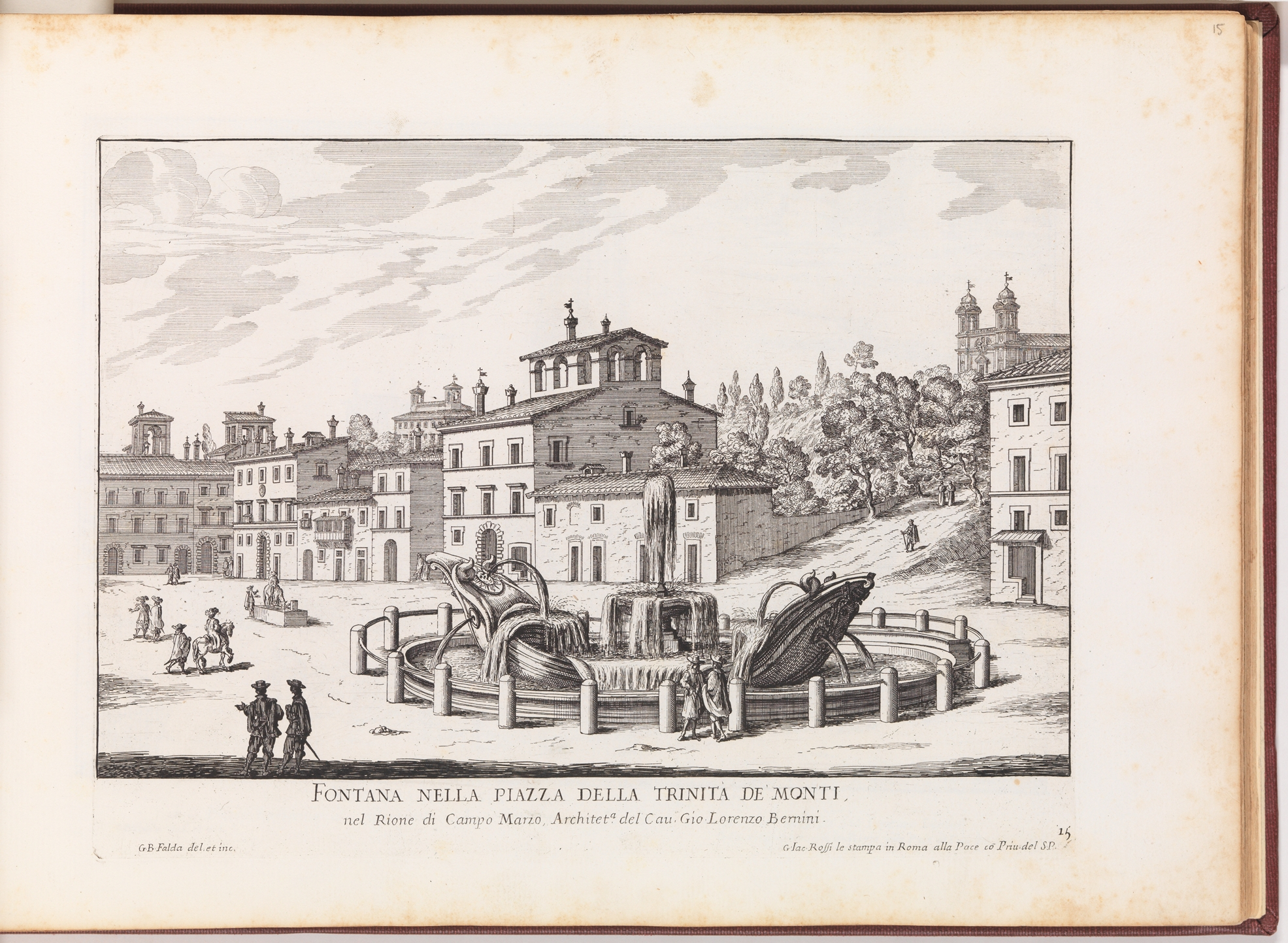
Fontana della Piazza della Trinità de Monti, circa 1691

Il Seicento vide gli arredi urbani di Bernini, Pietro da Cortona, Borromini, con ispirazione a giardini urbani.
- Colonnato di San Pietro
- Ornamenti di Porta del Popolo
- Piazza Navona con fontana dei Quattro Fiumi
- Fontana di Piazza di Spagna (la "Barcaccia", opera del 1629 di Pietro Bernini, con il contributo del celebre figlio Gian Lorenzo).

Bernini progettò diverse altre fontane:
- Fontana del Tritone a piazza Barberini
- Fontana delle Api

Negli anni 1641-1644, per esigenze difensive, si costruiscono le Mura gianicolensi, demolendo una tratta sud-ovest delle mura aureliane e la Porta Portuensis.
Nel 1660 Alessandro VII ordina la prima redazione catastale sistematica dell'Agro romano, chiamata Catasto Alessandrino.

### Urbanistica nel Settecento

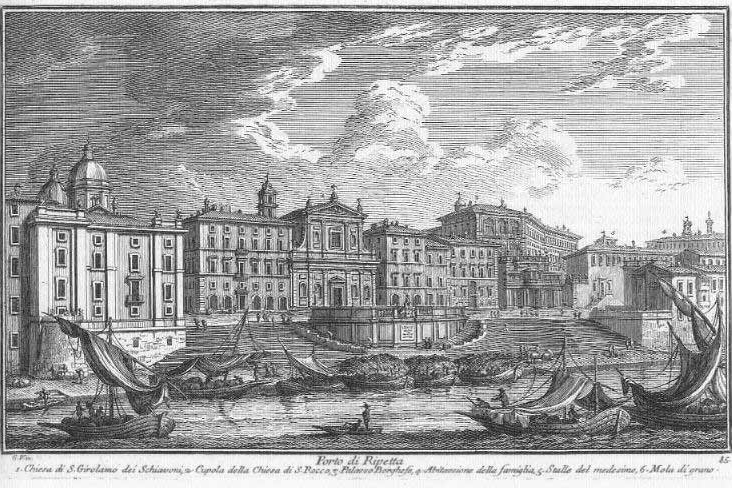
Il Porto di Ripetta

Nel 1704 Clemente XI ricostruisce il Porto di Ripetta in forme monumentali.
La costruzione della Scalinata di Trinità dei Monti, ad opera di Francesco De Sanctis tra il 1723 e il 1726, fu la conclusione ideale del progetto del Tridente, insieme ai lavori del porto, con la sensibilità barocca dei "giardini urbani".
Un'altra fontana imponente, che si innestava su un acquedotto romano, è la Fontana di Trevi, conclusa a metà del secolo.
Dunque, a metà del Settecento (sotto Benedetto XIV) il progetto barocco si poté dire completato: in questi anni (1748) il Nolli documentò in minuziosamente il tessuto urbano. La seconda parte del secolo non vide alcun nuovo progetto urbano di rilievo, salvo restauri di basiliche esistenti.
Clemente XI rinnovò inoltre anche l'altro porto, quello di Ripa Grande, che venne da lui dotato dell'Arsenale.

## Ottocento

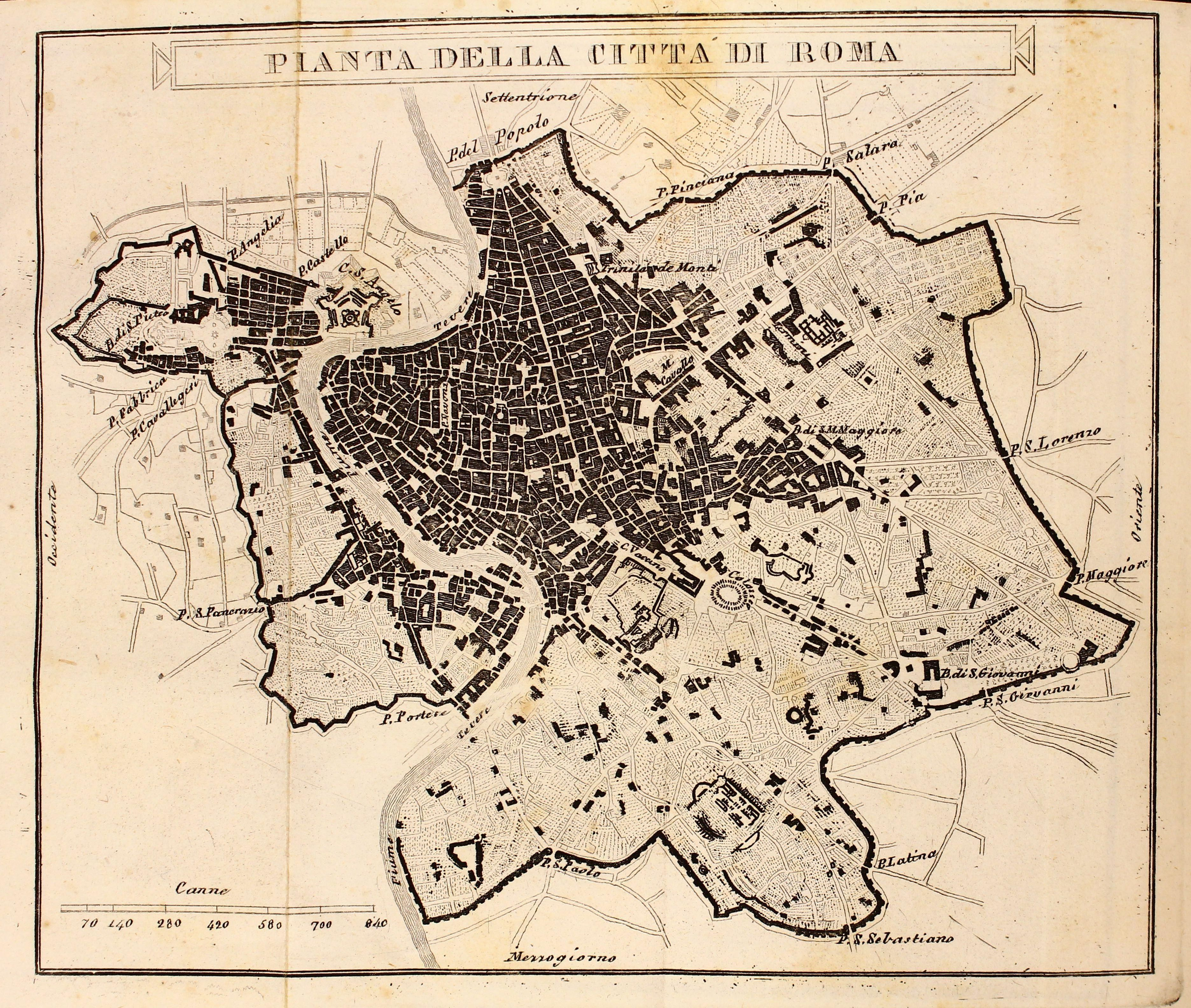
Pianta di Roma nel 1838

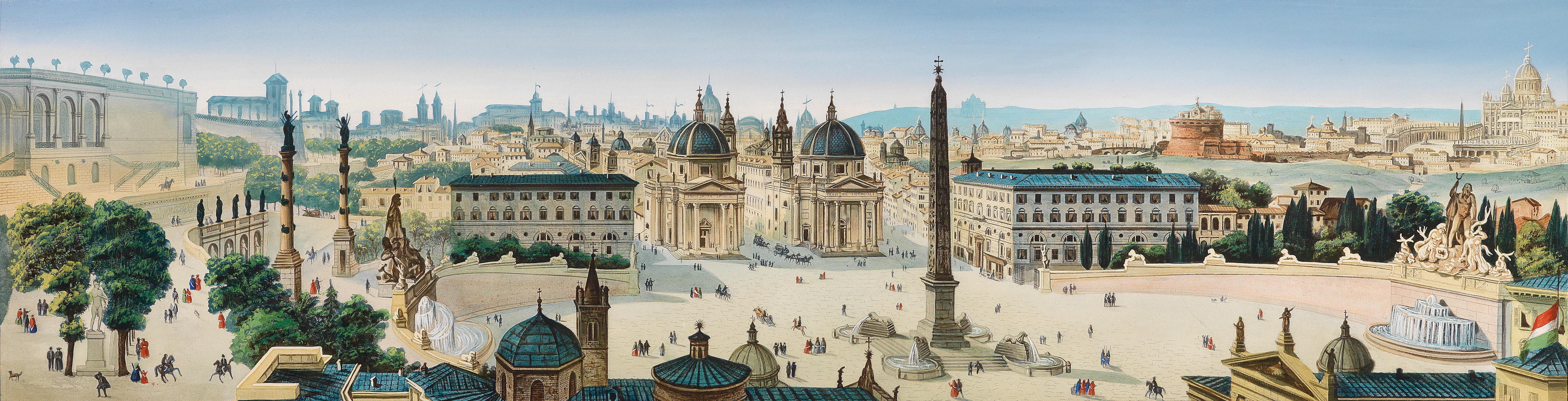
Piazza del Popolo

Dai primi anni del XIX secolo la città vede i tentativi modernizzatori di Pio VII rivolgersi anche nel campo urbanistico, che vede in particolare l'attivismo dell'architetto Giuseppe Valadier nella riorganizzazione degli spazi pubblici. Nel 1805 il Valadier riprogetta la piazza davanti a Ponte Milvio e il "Nuovo Campo Marzio", il primo giardino pubblico vero e proprio.
Più tardi viene ampliata la Piazza del Popolo, sempre ad opera del Valadier che vi lavorò a partire dal 1793, ma che ne ebbe la commessa solo nel 1811 durante l'occupazione napoleonica. Accanto alla Piazza fu creata la Passeggiata del Pincio. Nel 1810, sotto il governo napoleonico, venne inaugurato il servizio di illuminazione pubblica ad olio. In questi anni di dominio francese, tra il 1811 e il 1833, il governo repubblicano fece diversi sforzi di razionalizzazione urbanistica.
Nel 1816, dopo l'occupazione napoleonica, Pio VII istituì il primo catasto particellare dello Stato Pontificio, il Catasto gregoriano, dal nome di Gregorio XVI sotto cui venne completata la redazione.
Nel primo ventennio avviene la nascita ufficiale di cimiteri extraurbani (Verano, Acattolico), mutuati dall'uso francese. Inoltre, con l'epidemia di colera del 1836, cade in discuso il seppellimento nelle chiese e accanto agli ospedali.
Nel 1830 viene costruito il Porto Leonino, ma cadde presto in disuso. Negli anni successivi Roma vide il nascere di alcuni esempi di architettura neoclassica, come il Palazzo camerale, del 1845, o il Palazzo della Calcografia del Valadier.

### Urbanistica sotto Pio IX
Nel 1854 a Roma venne inaugurata l'illuminazione a gas tramite la Società Anglo-Romana per l'Illuminazione di Roma col Gas e altri sistemi.

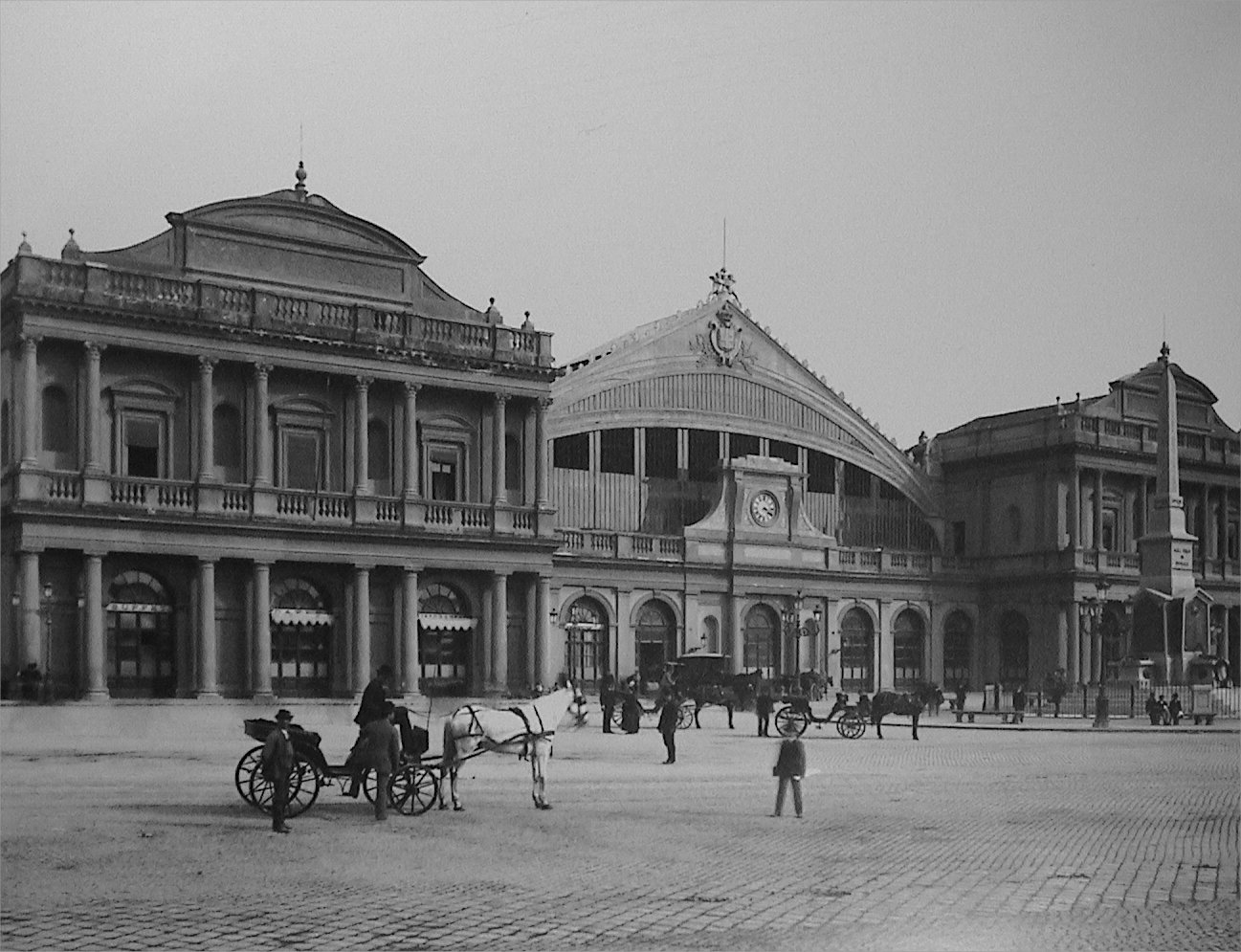
Stazione di Roma Termini

Nel 1859 venne messa in servizio la prima linea ferroviaria dello Stato Pontificio: la Ferrovia Roma-Frascati, lunga 19 Km; nello stesso anno fu inaugurata la seconda, la Ferrovia Roma-Civitavecchia. Nel 1863 venne costruita la Stazione Centrale delle Ferrovie Romane, mentre nel 1868 iniziò la costruzione della stazione Termini.
Tra il 1863 e il 1875 a Trastevere nacque il Quartiere Mastai, intorno al palazzo della Manifattura dei Sali e dei Tabacchi, ad opera dell'architetto Andrea Busiri Vici. Davanti alla manifattura sorse la piazza con annessa fontana, mentre il quartiere si componeva delle case degli operai.